# Nemyčeves
Nemyčeves (en allemand : Nemitschowes) est une commune du district de Jičín, dans la région de Hradec Králové, en République tchèque. Sa population s'élevait à 353 habitants en 2022.

## Géographie
Nemyčeves se trouve à 6 km au sud de Jičín, à 38 km à l'ouest-nord-ouest de Hradec Králové et à 75 km à l’est-nord-est de Prague.
La commune est limitée par Vitiněves au nord, par Slatiny à l'est et au sud-est, par Jičíněves au sud-ouest, et par Staré Místo à l'ouest.

## Histoire
La première mention écrite de la localité date de 1340.

## Transports
Par la route, Nemyčeves se trouve à 8,5 km de Jičín, à 46 km de Hradec Králové et à 95 km de Prague. 